# COL11A2
COL11A2 (gen kodujący łańcuch alfa-2 kolagenu typu XI) – ludzki gen odpowiedzialny za produkcję jednego z dwóch łańcuchów alfa kolagenu typu XI, który jest mniej licznym, ale istotnym kolagenem fibrylarnym. Kolagen typu XI odgrywa kluczową rolę w zapewnieniu struktury i wytrzymałości tkankom łącznym, wspierającym mięśnie, stawy, narządy i skórę. Występuje głównie w chrząstce, ciele szklistym oka, uchu wewnętrznym oraz w jądrach miażdżystych krążków międzykręgowych. Gen COL11A2 zlokalizowany jest na krótkim ramieniu chromosomu 6 w pozycji 21.3.

## Funkcja
Białko kodowane przez gen COL11A2, znane jako pro-alfa2(XI), łączy się z innymi łańcuchami kolagenu, tworząc potrójną helisę prokolagenu. Po odpowiedniej obróbce enzymatycznej prokolagen przekształca się w dojrzały kolagen, który organizuje się w długie, cienkie włókna. Te włókna tworzą stabilne połączenia krzyżowe w macierzy zewnątrzkomórkowej, zapewniając wytrzymałość tkankom łącznym. Kolagen typu XI pomaga również w utrzymaniu odpowiedniego rozstawienia i średnicy włókien kolagenu typu II, co jest kluczowe dla prawidłowej struktury chrząstki i innych tkanek.

## Znaczenie kliniczne
Mutacje w genie COL11A2 są związane z kilkoma schorzeniami genetycznymi:
- Niesyndromiczna utrata słuchu: Mutacje w COL11A2 mogą prowadzić do autosomalnej dominującej (DFNA13) lub autosomalnej recesywnej (DFNB53) formy niesyndromicznej utraty słuchu, charakteryzującej się utratą słuchu bez innych towarzyszących objawów[2][3].
- Dysplazja kręgosłupowo-nasadowa: Choroba ta charakteryzuje się nieprawidłowościami szkieletowymi, charakterystycznymi cechami twarzy oraz ciężką utratą słuchu[2][4]. Mutacje w COL11A2 prowadzą do produkcji nieprawidłowego kolagenu typu XI, co zaburza rozwój kości i ucha wewnętrznego[potrzebny przypis].
- Zespół Sticklera typu III: Mutacje w COL11A2 powodują formę zespołu Sticklera, która nie wpływa na wzrok, ale prowadzi do problemów ze szkieletem i słuchem[2][5].
- Zespół Weissenbachera-Zweymüllera: Charakteryzuje się nieprawidłowościami w rozwoju kości, utratą słuchu i charakterystycznymi cechami twarzy[2]. Mutacje w COL11A2 prowadzą do produkcji nieprawidłowego kolagenu typu XI, co zaburza prawidłowy rozwój tkanek[potrzebny przypis].

## Alternatywne nazwy
Gen COL11A2 jest również znany pod innymi nazwami, takimi jak HKE5, PARP, STL3, FBCG2, DFNA13, DFNB53, OSMEDA i OSMEDB. Zrozumienie funkcji i mutacji genu COL11A2 ma kluczowe znaczenie dla diagnozowania i leczenia powyższych schorzeń genetycznych.